# Coro Frohsinn de Chile
El Coro Frohsinn de Chile fundado como Frohsinn Männerchor Chile es una agrupación coral chilena de voces masculinas (bajo, barítono y tenor) fundada el 6 de enero de 1885 como iniciativa de un grupo de inmigrantes alemanes residentes en la ciudad de Santiago. Es el coro chileno más antiguo del país que se ha mantenido ininterrumpidamente hasta la actualidad.

## Historia
La creación del coro data el 6 de enero de 1885, cuando se conformó oficialmente el primer grupo de varones llamado Deutscher Gesangverein Frohsinn, siendo la mayoría de sus integrantes fundadores alemanes étnicos, tanto emigrantes llegados de Alemania como también generaciones posteriores nacidas en Chile. Ellos estaban fuertemente interesados en preservar a través de la música vocal su idioma alemán y sus tradiciones artísticas como parte de su identidad cultural. El repertorio de la agrupación es variado, siendo las interpretaciones de la música popular alemana, como la folclórica parte importante de sus presentaciones; así como también composiciones de intérpretes de la música culta, tal es el caso de algunos clásicos germanófonos como Johann Sebastian Bach, Franz Schubert, Felix Mendelssohn, Ludwig van Beethoven, Robert Schumann, entre otros. Su primer director fue el músico y profesor Pablo Gaedecke, quien además era organista de la antigua Christuskapelle (actual Iglesia Luterana El Redentor) ubicada en ese entonces en calle Santo Domingo, en Santiago Centro. Con el paso de los años y como parte de una muestra de integración a la sociedad y cultura local, también han incorporado obras del folclor chileno.
A lo largo de su historia, el grupo coral se ha encontrado intrínsecamente vinculado a la comunidad germanoparlante santiaguina. Sus ensayos semanales los realizan en la sede de la 15.ª Compañía del Cuerpo de Bomberos de Santiago, creada por voluntarios de origen germánico y que mantiene dicha tradición. De acuerdo a palabras de uno de sus directores hasta 2021, Ítalo Riffo, el coro tiene un carácter familiar, donde los padres o abuelos de muchos de los integrantes también fueron parte del grupo vocal. Asimismo, el Coro Frohsinn forma parte de la Agrupación de Coros Chileno-Alemanes (ACCHAL), creada en 2014 para reunir a los coros que cantan en alemán en Chile, entre los que se cuentan el Coro Dietrich Bonhoeffer de la Iglesia Luterana en Chile (ILCH), el Coro Thomas Morus de la comunidad católica germanoparlante, el Coro Divertimento, el Coro de Exalumnos del Colegio Alemán de Santiago y el Coro Singkreis Arturo Junge.